# 鰐川 (長崎県)
鰐川（わにがわ）は、五島列島の福江島中央部の山内盆地から北東へ流れ、岐宿湾へ注ぐ二級河川である。流域は全て長崎県五島市に属する。
福江島では東に並んで流れる一の川に次ぐ河川規模をもち、延長14.6kmは長崎県内の川で第7位である。流域の岐宿地区は田畑が多く、「五島の穀倉」とも称される。鰐川はこれらの田畑を潤す重要な川である。

## 流域
福江島中央部にある、南北5km・東西2kmの山内盆地（やまのうちぼんち）に、周辺の山から多くの支流が流れこむ。山内盆地の西には福江島最高峰の父ヶ岳（ててがたけ : 標高461m）、南西に七ツ岳（標高432m）、東に行者山（標高340m）などの山がある。
川は山内盆地の北側から流れ出て、志田尾-楠原-岐宿と続く玄武岩質の溶岩台地に深い谷を刻んで流れ下る。狭い谷は下流まで続き、岐宿の南で岐宿湾へ注ぐ。

## 関連施設・史跡
川原水力発電所
昭和13年（1938年）に、西隣の小川原川（大川原川支流）に建設された。鰐川中流の志田尾では小川原川への導水が行われ、水力発電に利用されている。
鰐川貝塚
下流の白餅田にある縄文時代の貝塚。発見された貝殻は20種類で、特にマガキが多い。

### 関連道路
- 国道384号 - 河口の鰐川橋を通る。鰐川橋は嘗て石橋だったが、昭和33年（1958年）に全長128mのコンクリート橋に架け替えられた。
- 長崎県道31号富江岐宿線 - 源流部から下流部まで
- 長崎県道164号玉之浦岐宿線 - 上流部で県道31号から分かれる
- 長崎県道27号福江荒川線 - 山内盆地を横断